# Phragmatobia variablilis
Phragmatobia variablilis là một loài bướm đêm thuộc phân họ Arctiinae, họ Erebidae.